# Cassius Stanley
Cassius Jerome Stanley, né le 18 août 1999 à Los Angeles en Californie, est un joueur américain de basket-ball évoluant aux postes d'arrière et ailier.

## Biographie
Lors de la draft 2020, il est sélectionné en 54e position par les Pacers de l'Indiana.
Le 29 novembre 2020, il signe un contrat two-way avec les Pacers de l'Indiana.
Fin décembre 2021, il signe un contrat de 10 jours avec les Pistons de Détroit. Début janvier 2022, il en signe un second consécutif avec la franchise du Michigan.